# 어머니 (1959년 영화)
어머니는 한국에서 제작된 정일택 감독의 1959년 영화이다. 이택균 등이 주연으로 출연하였고 박노홍 등이 제작에 참여하였다.

## 출연

### 주연
- 이택균
- 이경희
- 도금봉

## 제작진
- 조명: 이종면
- 녹음: 최성화
- 미술: 임명선